# Copa Intercontinental FIBA 2020
La Copa Intercontinental de 2020 fue la vigésima novena edición del máximo torneo internacional a nivel de clubes de baloncesto, vigésima cuarta segunda la denominación de Copa Intercontinental y séptima desde su reanudación en 2013. Se llevó a cabo en la ciudad española de San Cristóbal de La Laguna entre los días 7 y 9 de febrero de 2020.

## Sede
| San Cristóbal de La Laguna                 |
| ------------------------------------------ |
| Pabellón Insular Santiago Martín           |
| 28°27′30″N 16°17′49″E / 28.45833, 16.29694 |
| Capacidad: 5100 espectadores               |
|                                            |

## Participantes
En cursiva, los equipos debutantes en la competición.
| Confederación               | Equipo                   | Vía de clasificación                                  | Fecha de clasificación  | Participaciones (negrita si fue campeón) |
| --------------------------- | ------------------------ | ----------------------------------------------------- | ----------------------- | ---------------------------------------- |
| FIBA Europa                 | Virtus Bolonia           | Campeón de la Liga de Campeones de Baloncesto 2018-19 | 5 de mayo de 2019       | Debutantes                               |
| FIBA Américas               | San Lorenzo              | Campeón de la Liga de las Américas 2019               | 31 de marzo de 2019     | 1 (2019)                                 |
| NBA G League                | Rio Grande Valley Vipers | Campeón de la G League 2018-19                        | 12 de abril de 2019     | Debutantes                               |
| Liga ACB (País organizador) | Iberostar Tenerife       | Equipo anfitrión                                      | 12 de diciembre de 2019 | 1 (2017)                                 |

## Resultados

### Cuadro
|  | Semifinales              | Semifinales        |                          |     | Final | Final |
|  |                          |                    |                          |     |       |       |
|  | 7 de febrero             |                    |                          |     |       |       |
|  |                          |                    |                          |     |       |       |
|  | Segafredo Virtus Bologna | 75                 |                          |     |       |       |
|  | Segafredo Virtus Bologna | 75                 | 9 de febrero             |     |       |       |
|  | San Lorenzo de Almagro   | 57                 |                          |     |       |       |
|  | San Lorenzo de Almagro   | 57                 | Segafredo Virtus Bologna | 72  |       |       |
|  | 7 de febrero             |                    | Segafredo Virtus Bologna | 72  |       |       |
|  |                          | Iberostar Tenerife | 80                       |     |       |       |
|  | Iberostar Tenerife       | Iberostar Tenerife | 80                       | 110 |       |       |
|  | Iberostar Tenerife       |                    |                          | 110 |       |       |
|  | Rio Grande Valley Vipers | 89                 |                          |     |       |       |
|  | Rio Grande Valley Vipers | 89                 | Tercer lugar             |     |       |       |
|  |                          |                    |                          |     |       |       |
|  | 9 de febrero             |                    |                          |     |       |       |
|  |                          |                    |                          |     |       |       |
|  | San Lorenzo de Almagro   | 96                 |                          |     |       |       |
|  | San Lorenzo de Almagro   | 96                 |                          |     |       |       |
|  | Rio Grande Valley Vipers | 90                 |                          |     |       |       |

### Semifinales
| 7 de febrero de 2020 | Segafredo Virtus Bologna                           | 75–57                                | San Lorenzo de Almagro                                          |                                                                                                |  |
| 18:30 (UTC)          | Parciales: 23−10, 8−17, 21−15, 23−15               | Parciales: 23−10, 8−17, 21−15, 23−15 | Parciales: 23−10, 8−17, 21−15, 23−15                            |                                                                                                |  |
|                      | Estadísticas Hunter 16 Ricci 10 Marble, Marković 4 | Reporte Pts Reb Asts                 | Estadísticas Tucker 16 Batista, Fjellerup 5 Batista, González 3 | Pabellón: San Cristóbal de La Laguna Árbitros: Jorge Vázquez Matthew Kallio Mārtiņš Kozlovskis |  |

| 7 de febrero de 2020 | Iberostar Tenerife                           | 110–89                                | Rio Grande Valley Vipers                           | |  |
| 21:00 (UTC)          | Parciales: 26−24, 25−24, 19−20, 40−21        | Parciales: 26−24, 25−24, 19−20, 40−21 | Parciales: 26−24, 25−24, 19−20, 40−21              | |  |
|                      | Estadísticas Yusta 31 Shermadini 8 Huertas 9 | Reporte Pts Reb Asts                  | Estadísticas Brown 15 Martin 6 Taylor, Thornwell 7 | Pabellón: San Cristóbal de La Laguna Árbitros: Aleksandar Glišić Omar Bermúdez Georgios Poursanidis |  |

### Partido por el tercer lugar
| 9 de febrero de 2020 | San Lorenzo de Almagro                  | 96–90                                 | Rio Grande Valley Vipers                         |                                                                                               |  |
| 16:30 (UTC)          | Parciales: 27−19, 18−29, 21−20, 30−22   | Parciales: 27−19, 18−29, 21−20, 30−22 | Parciales: 27−19, 18−29, 21−20, 30−22            |                                                                                               |  |
|                      | Estadísticas Tucker 21 Mata 8 Aguirre 7 | Reporte Pts Reb Asts                  | Estadísticas Taylor 19 Martin 10 Roach, Taylor 4 | Pabellón: San Cristóbal de La Laguna Árbitros: Antonio Conde Omar Bermúdez Mārtiņš Kozlovskis |  |

### Final
| 9 de febrero de 2020 | Segafredo Virtus Bologna                    | 72–80                                 | Iberostar Tenerife                                           |                                                                                               |  |
| 19:00 (UTC)          | Parciales: 11−16, 21−26, 22−25, 18−13       | Parciales: 11−16, 21−26, 22−25, 18−13 | Parciales: 11−16, 21−26, 22−25, 18−13                        |                                                                                               |  |
|                      | Estadísticas Teodosić 15 Ricci 8 Teodosić 8 | Reporte Pts Reb Asts                  | Estadísticas Huertas 23 Shermadini, White 7 tres jugadores 3 | Pabellón: San Cristóbal de La Laguna Árbitros: Jorge Vázquez Aleksandar Glišić Matthew Kallio |  |

| Campeones de la Copa Intercontinental FIBA 2020 |
| ----------------------------------------------- |
| Iberostar Tenerife 2.º título                   |